# Завод азотних добрив у Нейвелі
Завод азотних добрив у Нейвелі – колишнє підприємство індійської хімічної промисловості, що працювало у штаті Тамілнад.
Виробництво добрив було частиною потужного промислового комплексу, що виник навколо лігнітових копалень. В 1966-му тут почалось виробництво аміаку, який в подальшому використовували для продукування сечовини. Річна потужність по останньому продукту становила 152 тисячі тон.
У 1979-му як сировину для виробництва аміаку почали використовувати нафту, що мало вивільнити додаткові обсяги лігніту для використання електростанцією.
В 2002 році завод добрив зупинили.